# Aspásios
Aspásios (em latim: aspasii), segundo Arriano, e também conhecidos como hipásios (em latim: hypasii) segundo Estrabão, foram uma das tribos que o rei macedônio Alexandre III (r. 336–323 a.C.) encontrou em Gandara em 327−26 a.C.. Habitavam junto ao rio Coaspes (Conar), cujo nome tem raiz no persa antigo *Hu-aspa ("tem bons cavalos"). O nome da tribo também está associado à mesma raiz. Tentativamente os aspásios foram associados aos assacenos do baixo Suate, porém tal hipótese não é aceita. Outra tribo vizinha era a dos gureus do rio Gureu (Panjecora). Possivelmente são os asvacas (Aśvaka) citados no Maabárata. Devem ter sido mencionados coletivamente com os seus vizinhos sob o nome Gandala (gandários) no Édito V.4 do imperador máuria Açoca (r. 273–232 a.C.). Viviam em povoados perto do Coaspes. Como os futuros pastós, usavam as colinas como refúgio e tomavam posições nas encostas para ganhar vantagem em combate. Apesar disso, foram derrotados por Alexandre em sua marcha pela região.